# Titanoboa
Titanoboa cerrejonensis byl druh obřího hroznýšovitého hada, žijícího v období paleocénu na území současné Kolumbie.

## Objev
Fosilie tohoto hada byly v podobě několika obřích obratlů (holotyp s katalogovým označením UF/IGM 1) objeveny v lokalitě lomu La Puente (Carbon Cerrejón; uhelný důl Cerrejón). Před 62 až 58 miliony let se jednalo o záplavovou nížinu s bohatou tropickou vegetací, ve které žili tito obří hadi a množství dalších živočichů (ryby, želvy, další hadi, krokodýli i různí savci a ptáci). Jméno Titanoboa znamená „Titánský škrtič“, slovo boa označuje škrtiče z příbuzenstva krajt a hroznýšů.

## Popis
Jedná se o největšího dosud známého hada v dějinách života na Zemi. Byl formálně popsán v roce 2009 podle nálezu z paleocénních vrstev Kolumbie. Žil před asi 60 miliony let v tropickém prostředí a lovil zde menší a středně velké obratlovce. S největší pravděpodobností se specializoval na ryby.
Tento obří had měřil na délku údajně asi 12,8 až 14,8 metru a jeho hmotnost se mohla pohybovat kolem 1,1 tuny. Byl tedy zhruba o 3 metry delší, než největší do té doby známý had z třetihorního období eocénu, rod Gigantophis.

## Systematika
T. cerrejonensis spadal podle provedené fylogenetické analýzy do čeledi Boidae a podčeledi Boinae, tedy mezi hroznýšovité hady. Mezi jeho blízké příbuzné patřily nebo patří rody Acrantophis, Bavarioboa, Boa, Boavus a další.
Galerie